# Karvedilol
A karvedilol (INN: carvedilol) fehér vagy csaknem fehér kristályos por. Vízben és híg savakban gyakorlatilag nem, etanolban kevéssé, diklórmetánban oldódik. Két sztereoizomerje van.
Angina pectoris, enyhe-középsúlyos szívbetegség és magas vérnyomás gyógyszere. A VIII. Magyar Gyógyszerkönyvben Carvedilolum    néven hivatalos.  
.

## Hatásmód
Nem-szelektív adrenerg béta-blokkoló, mely tulajdonságot az S-enantiomer okozza. A renin-angitotenzin rendszerben(en) gátolja a renin plazmabeli aktivitását.
Mindkét enantiomer szelektív α1-blokkoló, ezáltal csökkenti a periferiás erek ellenállását.
Értágító és koleszterinre gyakorolt hatása nincs. Antioxidáns és a propranololhoz hasonló membránstabilizáló hatása van.
Anginás betegeknél  csökkenti a kamrai elő-, illetve utóterhelést, továbbá antiischaemiás és fájdalomcsillapító hatása is van.
A karvedilol metabolizmusa a májban megy végbe. A fenolgyűrű demetilációja és hidroxilációja három aktív metabolitot hoz létre, amelyek mindegyike rendelkezik β-blokkoló és antioxidáns tulajdonsággal.

## Ellenjavallatok
- asztma vagy egyéb tüdőbetegség okozta légúti sípolás
- súlyos szívelégtelenség vagy májbetegség
- prinzmetal angina(en) pectoris
- phaeochromocytoma(en) (magas vérnyomást okozó mellékvese-daganat)

Külön figyelem szükséges az alábbi esetekben:
- egyéb szívbetegség
- máj-, vese-, pajzsmirigy- vagy cukorbetegség
- pikkelysömör
- Raynaud-szindróma
- laktáz-hiány, fruktóz-intolerancia(en), glükóz-galaktóz felszívódási zavar, izomaltáz(en)-hiány
- terhesség, szoptatás

## Mellékhatások
Leggyakoribb, a kezelt betegek >10%-án jelentkező mellékhatások: fejfájás, izomsajgás, kimerültség-érzés, szédülés (különösen felálláskor); gyér szívverés (esetleg ájulással és súlyos kimerültség-érzéssel), gyomorpanaszok, hasmenés, vércukor- és koleszterinszint emelkedés, látászavar, szemszárazság (kontaktlencse viselésekor).
A tünetek rendszerint a kezelés elején jelentkeznek, és a folytatás ellenére abbamaradnak.
Gyakori (a kezelt betegek >1%-án jelentkező) mellékhatások: légszomj, asztma, émelygés, hasi fájdalom.
Ritka mellékhatások: csekély trauma hatására kialakuló bőr alatti bevérzések, rendellenes vérzés (pl. fogínyből), alacsony fehérvérsejtszám, hideg végtagok, lábfej- vagy bokaduzzanat, alvászavar, nyomott kedélyállapot, ájulás, orrdugulás, hányás (rossz közérzet), székrekedés, májenzimek aktivitásának változása, bőrreakciók (csalánkiütés, viszketés, pikkelysömör súlyosbodása).
Rendkívül ritka mellékhatások: látászavarok, szem-irritáció, szájszárazság, nehezített vizelés, ejakuláció-zavar, angina pectoris, szívpanaszok.

## Adagolás
A gyógyszert lehetőleg étkezés közben kell bevenni. Ez lassítja a felszívódást, így nem csökken hirtelen a vérnyomás.
Szívelégtelenség esetén a kezdő adag nagyon alacsony: naponta kétszer 3 vagy 6 mg. A szedés elején előfordulhat, hogy a tünetek súlyosbodnak, ill. folyadékvisszatartás (lábödéma, súlygyarapodás) lép fel. Mindezek miatt a kezelést célszerű kórházban kezdeni.
Magas vérnyomás esetén a kezdő adag két napig 1×12,5 mg, azután napi 2×25 mg. Szükség esetén kéthetenként tovább lehet növelni az adagot. Időskorúak esetén elégséges lehet a kezdő adag.
Angina ellen a kezdő adag 2×12,5, ezt kéthetenként fokozatosan 2×50 mg-ig lehet emelni.
18 év alatti gyermekek esetén a szer ellenjavallt.
A szedést nem szabad hirtelen abbahagyni, mert ez súlyos szív-érrendszeri mellékhatásokat idézhet elő. A kezelést a gyógyszeradag fokozatos csökkentésével kell abbahagyni.
Az alkohol gátolja a karvedilol lebomlását, ezért a vérnyomás és a pulzus túlzott leesését okozhatja.

## Készítmények
A nemzetközi gyógyszerkereskedelemben számos karvedilol-tartalmú gyógyszer kapható.
Magyarországon 47-féle készítmény van forgalomban. Néhány példa:
- Atram
- Carvedigamma
- Carvedilol Hexal
- Carvedilol Pfizer
- Carvedilol-Ratiopharm
- Carvedilol-Zentiva
- Carvetrend
- Carvol
- Coryol
- Dilatrend
- Talliton